# Gisement préhistorique de Redeyef
Le gisement préhistorique de Redeyef est un site archéologique localisé à Redeyef près de Gafsa, entre Tamerza et Métlaoui, dans le sud de la Tunisie. Il appartient à la culture archéologique mésolithique capsienne. L'outillage retrouvé dans le gisement de Redeyef a fourni plus de 2 000 outils.
Dans ce gisement, un niveau « Capsien supérieur » est surmonté de couches archéologique dont l'outillage passe progressivement à un ensemble néolithique,.
Il est fouillé en 1912 par Ernest-Gustave Gobert,. L'abri comprenait plusieurs phases de fréquentation, interprétées en stratigraphie comme correspondant au passage du Capsien au Néolithique. Gobert met au jour plusieurs ossements humains, généralement très fragmentés. La grande majorité se trouvait à l'intérieur d'un fossé, entre la paroi du fond de l'abri et un gros rocher. Au fond de ce fossé, les restes de huit enfants auraient été trouvés dans des positions très diverses. Deux étaient recouverts par des pierres plates. Jean-Louis Heim, au moment où il entreprend l'étude de cet ensemble, à la demande de Colette Roubet (1979) qui réévaluait l'inventaire des restes humains néolithiques en Algérie orientale, n'a pu retrouver qu'une partie de ces restes. Selon ses indications, il y aurait au moins trois individus, dont deux adultes et un enfant. Aucune indication sur le contexte, ni sur la position de ces restes sur le terrain n'est donnée. Une partie des restes est conservée à l'Institut de paléontologie humaine de Paris, et l'autre au Centre national de recherches préhistoriques, anthropologiques et historiques d'Alger.